# قصة ديرك ديغلر (فلم قصير)
قصة ديرك ديغلر (بالإنجليزية: The Dirk Diggler Story) هو فيلم وثائقي هزلي قصير من تأليف وإخراج بول توماس أندرسون في عام 1988. يتبع الفيلم القصير صعود وسقوط ديرك ديغلر وهو نجم إباحي موهوب. استلهمت الشخصية من الممثل الإباحي الأمريكي جون هولمز. تم توسيع الفيلم لاحقًا إلى فيلم ليال راقصة من كتابة وإخراج أندرسون في عام 1997.

## ملخص الحبكة
ولد ديرك ديغلر (مايكل شتاين) باسم ستيفن صموئيل آدامز في 15 أبريل 1961 خارج سانت بول، مينيسوتا. كان والداه عامل بناء وصاحبة متجر صغير يحضران قداس الكنيسة كل يوم أحد. يبحث عن مهنة كعارض ذكر، يترك ديغلر المدرسة في سن 16 ويغادر المنزل. اكتشف جاك هورنر (روبرت ريدجيلي) ديغلر في كشك لبيع الفلافل. يلتقي ديغلر بصديقه ريد روثشايلد (إيدي ديلكور ) من خلال هورنر في عام 1979 أثناء العمل في فيلم إباحي.
يقدم هورنر ديغلر ببطء إلى العمل حتى يصبح ديغلر ملحوظًا في صناعة الأفلام الإباحية. يصبح ديغلر عارضا بارزًا ويبدأ في الظهور في الأفلام الإباحية. يمتلك ديغلر عددًا كبيرًا من النجاحات في شباك التذاكر ما قاده إلى النجومية. تؤدي النجاحات والدعاية إلى الشهرة والمال مما دفع ديغلر إلى عالم المخدرات. أصبح ديغلر بفضل المبلغ الذي يجنيه ديغلر قادرًا على دعم كل من إدمانه وإدمان روثتشايلد. تتسبب الأدوية في النهاية في حدوث انفصال بين ديغلر وهورنر نظرًا لأن ديغلر يواجه مشكلات في أدائه أثناء التصوير.
يحاول ديغلر بعد انفصاله عن هورنر أن يصنع فيلمًا بنفسه لكنه يفشل في إكماله. وحاول بعد ذلك الحصول على مهنة موسيقية، قاده ذلك رغم نجاحه في الأول إلى التعمق في المخدرات بسبب مقدار المال الذي يكسبه. ثم قام بدور البطولة في برنامج تلفزيوني يعتبر فاشلاً نقديًا وتجاريًا. عاد ديغلر إلى صناعة الإباحية بعد فشله وبطالته دون عمل ليأخذ أدوارًا في الإباحية المثلية منخفضة الميزانية لدفع ثمن إدمانه. مات ديغلر في 17 يوليو 1981 وأثناء تصويره لفيلم بسبب جرعة زائدة من المخدرات.
ينتهي الفيلم باقتباس من ديغلر: «كل ما أردته هو سيارة شيفروليه كورفيت من نوع 1978 رائعة ومنزل في الريف.»

## الممثلون والشخصيات
- مايكل شتاين في دور ستيفن صموئيل آدامز (ديرك ديغلر)
- روبرت ريدجيلي في دور جاك هورنر
- إيدي ديلكور في دور ريد روثشايلد
- راستي شويمر في دور كاندي كين
- إيرني أندرسون في دور الراوي

## الإنتاج
كان الفيلم أول إنتاج حقيقي لأندرسون بعد أن جرب ما أسماه «الأجرة القياسية» تصور أندرسون الفيلم عندما كان يبلغ من العمر 17 عامًا ويدرس في السنة النهائية في مدرسة مونتكلير الإعدادية.
إتصل أندرسون بصديقه مايكل شتاين وأخبره أن يأتي لحضور اجتماع إنتاج وأخبر شتاين بفكرته: «جون هولمز». أحب شتاين الفكرة وتم اختياره ليلعب دور ديرك ديغلر واختار خزانة ملابسه الخاصة. عرض شتاين على أندرسون مقطع فيديو لصديقه إيدي دالكور الذي كان محترفًا في كمال الأجسام الذي أحبه أندرسون واختاره في دور ريد روثشايلد. روى والد أندرسون إيرني أندرسون الفيلم ولعب روبرت ريدجيلي صديق والد أندرسون دور جاك هورنر.
صُوِر الفيلم عام 1987 باستخدام كاميرا فيديو وكاميرا ثابتة قدمها والد أندرسون. صُوِرت بعض المشاهد في موتيل. جمع أندرسون الأموال للفيلم عن طريق تنظيف الأقفاص في متجر للحيوانات الأليفة. قرر أن يقوم بعمل فيلم ساخر بعد تأثره بفيلم هذا هو سبينال ترب في ذلك الوقت واستخدم الفيلم الوثائقي «المُنْهَك» لجون هولمز كنموذج للفيلم، حتى أنه أخذ بعض الحوارات شبه كلمة بكلمة. عمل أندرسون من قائمة اللقطات وأراد أن يكون الممثلين جادين لأن الشخصيات أخذت عملها على محمل الجد. قام أندرسون بتحرير الفيلم باستخدام جهازي مسجل الفيديو. أثار الفيلم وفقًا لأندرسون ضحكات الإعجاب عندما عُرض في مهرجان سينمائي بجامعة كاليفورنيا الجنوبية.

## ليال راقصة
تم توسيع «قصة ديرك ديغلر» إلى فيلم أندرسون المتميز عام 1997 ليال راقصة مع ظهور عدد من المشاهد حرفيا تقريبا في كلا الفيلمين.
لعب ممثلان اثنان أدوار في كلا الفيلمين؛ في ليال راقصة لعب روبرت ريدلي دور العقيد ممول المواد الإباحية، وظهر مايكل شتاين كعميل متجر ستريو. كانت الاختلافات الرئيسية بين قصة ديرك ديغلر وليال راقصة هي أسلوب المحاكاة الساخرة في مقابل أسلوب السرد في الفيلمين، والفترة التي قضاها ديغلر في الإباحية المثلية في الفيلم الأول مقابل دعارته في الفيلم الثاني؛ وموت ديغلر من جرعة زائدة في الفيلم الأول مقابل عودته السعيدة إلى أدواره السابقة وأسلوب حياته في الفيلم الثاني.